# Mon grand appartement
Mon grand appartement est un roman de Christian Oster publié le 21 août 1999 aux éditions de Minuit et ayant reçu la même année le prix Médicis.

## Éditions
- Mon grand appartement, éditions de Minuit, 1999  (ISBN 2702850650).